# Малая Тахта
Малая Тахта — деревня в Чистоозёрном районе Новосибирской области. Входит в состав Романовского сельсовета.
На 1 января 2024 года является полностью мёртвой заброшенной деревней.

## География
Деревня расположена на берегу озера Глубокого, к югу от деревни располагается озеро Абушкан. Площадь деревни — 51 гектаров.

## Население
| 2002 | 2007 | 2010 |
| ---- | ---- | ---- |
| 82   | ↘58  | ↘39  |

## Инфраструктура
В деревне по данным на 2007 год функционируют 1 учреждение здравоохранения и 1 учреждение образования.